# Markus Merk
Markus Merk (* 15. März 1962 in Kaiserslautern) ist ein ehemaliger deutscher Fußballschiedsrichter. Von 1988 bis 2008 leitete er Spiele in der Fußball-Bundesliga, zwischen 1992 und 2007 war er auch als FIFA-Schiedsrichter im Einsatz. Dreimal wurde er zum „Weltschiedsrichter des Jahres“ gewählt.

## Leben
Markus Merk, Sohn des Ehrenmitglieds des 1. FC Kaiserslautern Rudi Merk, war in seiner Jugend zehn Jahre lang Ministrant. Im Alter von 12 Jahren erhielt er vom ehemaligen Kaiserslauterer Schiedsrichter und Vorsitzenden des Schiedsrichterausschusses im Südwestdeutschen Fußballverband Albert Dusch eine Sondergenehmigung, damit er sein erstes Spiel pfeifen konnte.
Er lebt in Weisenheim am Berg bei Bad Dürkheim, ist verheiratet und hat einen Sohn. Er ist Mitglied beim 1. FC Kaiserslautern.
Merk studierte an der Universität zu Köln Zahnmedizin und ist seit 1990 promovierter Zahnmediziner. Bis Anfang 2005 betrieb er eine Zahnarztpraxis in Kaiserslautern. Seit deren Verkauf veranstaltet er Motivationsseminare in Deutschland. Ab dem 14. August 2010 moderierte er beim türkischen Fernsehsender Lig TV zusammen mit Sansal Büyüka, Tümer Metin und Hakan Şükür die Fußballsendung Maraton. Beim Pay-TV-Sender Sky war er acht Jahre lang bis zur Saison 2018/19 als Experte im Einsatz. Er ist Mitglied der Deutschen Akademie für Fußball-Kultur.
Um sich körperlich fit zu halten, widmet Merk sich dem Triathlon.
Am 1. Dezember 2019 wurde er zum stellvertretenden Vorsitzenden und Sprecher des Aufsichtsrats des 1. FC Kaiserslautern gewählt. Vom Amt des stellvertretenden Aufsichtsratsvorsitzenden und Vorsitzenden des Beirats trat er am 21. Dezember 2021 zurück, um sich „auch wieder weiteren Themen außerhalb des FCK widmen zu können.“

## Wichtige Einsätze

### Spiele
Sein erstes Fußball-Bundesliga-Spiel leitete Merk am 20. August 1988 mit der Partie des VfL Bochum gegen Bayer 05 Uerdingen (1:1). Im Jahre 1993 pfiff er das DFB-Pokal-Finale zwischen Bayer 04 Leverkusen und den Amateuren von Hertha BSC.
Am 3. Dezember 1997 leitete Merk das DFB-Pokal-Spiel Alemannia Aachen gegen den SV Waldhof Mannheim. Er erkannte nach Mario Krohms im Nachschuss verwandeltem Elfmeter nicht auf Tor für Alemannia, sondern setzte das Spiel mit Schiedsrichterball fort, weil während der Elfmeter-Ausführung aus dem Mannheimer Block ein zweiter Ball aufs Spielfeld geflogen war. Alemannia verlor das Spiel im Elfmeterschießen, ihr Protest gegen die Wertung des Spiels wurde abgewiesen.

„Als Fußballer war das für mich genauso unfassbar wie für die Aachener Zuschauer auf den Rängen, und natürlich empfinde ich das für den betroffenen Verein, in diesem Fall die Alemannia, auch als nicht gerecht. Aber für mich war und ist es die richtige Entscheidung, wenn auch ein ganz bitterer Beigeschmack bleibt.“

Sein wohl bekanntestes Spiel in der Bundesliga war die Partie des Hamburger SV gegen den FC Bayern München am letzten Spieltag der Saison 2000/01, bei der Merk in der Nachspielzeit wegen irregulären Rückpasses des Hamburgers Tomáš Ujfaluši auf Torhüter Mathias Schober auf indirekten Freistoß für die Bayern entschied. Patrik Andersson verwandelte zum 1:1-Endstand, und die Bayern wurden anstelle des FC Schalke 04 deutscher Meister. Sowohl die Entscheidung selbst als auch die ausgedehnte Nachspielzeit wurde dabei kritisiert. Weil Schalker Fans ihn für die verlorene Meisterschaft verantwortlich machten, wurde Merk bis zum Ende seiner Schiedsrichtertätigkeit nicht wieder bei einem Spiel mit Schalker Beteiligung eingesetzt.
Bedeutende internationale Einsätze waren unter anderem 1997 das Endspiel im Europapokal der Pokalsieger zwischen Paris Saint-Germain und dem FC Barcelona (0:1), das Eröffnungsspiel der EM 2000 zwischen Belgien und Schweden (2:1), 2002 sein erstes WM-Spiel zwischen Japan und Russland, 2003 das Finale der Champions League zwischen Juventus Turin und AC Mailand sowie am 4. Juli 2004 das Endspiel der EM 2004 zwischen Gastgeber Portugal und Griechenland (0:1). Insgesamt leitete Merk sechs EM-Endrundenspiele, nur der Schwede Anders Frisk kam auf mehr Einsätze.
Merk leitete das Halbfinalspiel des Confed-Cups 2003 zwischen Kamerun und Kolumbien, in dessen Verlauf der Kameruner Spieler Marc-Vivien Foé ohne Fremdeinwirkung zusammenbrach und wenig später im Krankenhaus an Herzversagen verstarb.
Am 17. November 2007 leitete Merk mit der Partie zwischen Norwegen und der Türkei (1:2) sein 50. und letztes Länderspiel. Seine Bundesligakarriere endete in der Saison 2007/08 nach 339 Einsätzen. Zum Abschluss pfiff er am 34. Spieltag die Partie des FC Bayern München gegen Hertha BSC (4:1). Seine Laufbahn beschloss er mit dem Abschiedsspiel von Oliver Kahn am 2. September 2008. Dabei spielte Bayern München gegen die DFB-Nationalmannschaft 1:1.

### Turniere
1992 war Merk als Schiedsrichter bei den Olympischen Spielen in Barcelona tätig, wurde jedoch nur in zwei Spielen eingesetzt. Dabei stellte er im Spiel Spanien gegen Kolumbien je zwei Spieler jeder Mannschaft vom Platz. Im Jahr 2000 war er Schiedsrichter bei der Europameisterschaft in Belgien und den Niederlanden und leitete dort drei Partien, unter anderem das Eröffnungsspiel sowie das Halbfinale zwischen Italien und den Niederlanden. 2002 war er bei der Weltmeisterschaft in Korea und Japan bei zwei Spielen im Einsatz.
Bei der Europameisterschaft 2004 in Portugal war Merk Schiedsrichter der beiden Vorrundenpartien zwischen Frankreich und England (2:1) sowie zwischen Dänemark und Schweden (2:2). Von der UEFA wurde er zudem mit der Leitung des Endspiels der Europameisterschaft zwischen Portugal und Griechenland (0:1) betraut. Merk war damit der zweite deutsche Schiedsrichter nach Rudi Glöckners WM-Endspiel 1970, der das Endspiel einer Welt- oder Europameisterschaft leitete. Als Assistenten standen ihm dabei Jan-Hendrik Salver und Christian Schräer zur Seite.
2006 leitete er bei der Weltmeisterschaft in Deutschland die Spiele Niederlande gegen Serbien und Montenegro (1:0), Brasilien gegen Australien (2:0) und Ghana gegen die USA (2:1).

## Ehrungen und Auszeichnungen
- „DFB-Schiedsrichter des Jahres“ der Spieljahre 1994/95, 1995/96, 1999/2000, 2002/03, 2003/04, 2005/06 und 2007/08
- „Weltschiedsrichter des Jahres“: 2004, 2005 und 2007
- Bundesverdienstkreuz am Bande des Verdienstordens der Bundesrepublik Deutschland für seine Verdienste um den deutschen Fußball sowie für sein herausragendes soziales Engagement, überreicht durch den rheinland-pfälzischen Ministerpräsidenten Kurt Beck am 21. März 2005
- Ethik-Preis des katholischen Sportverbandes DJK, verliehen durch Karl Kardinal Lehmann am 29. Juni 2007

## Sonstiges
In Freizeit und Urlaub betätigt sich Merk seit 1991 ehrenamtlich in Indien. 1999 mündete sein Engagement in ein umfassendes Hilfsprojekt in und um die Stadt Sogospatty in Südindien, das er mit der Gründung des Vereins Indienhilfe Kaiserslautern ins Leben gerufen hat. Das Projekt errichtet und betreut Schulen, Waisenhäuser und andere soziale Einrichtungen.
Auf einem speziell für die Fußball-Weltmeisterschaft 2006 hergestellten, international zugelassenen Turnierfußball aus fairer Produktion ist Markus Merks Aussage zu lesen:

„Das Kreuzzeichen ist mein ganz persönlicher Anpfiff; Ausdruck meines Glaubens, der mir Kraft gibt.“

Der Ball war 2014 in einer modernen Weihnachtskrippe in der Jesuitenkirche Heidelberg zu sehen.

## Schriften
- Markus Merk und Oliver Trust: BeWEGEnd – Merk & More. Bombus-Verlag, München 2005, ISBN 978-3-936261-38-7.
- Markus Merk: Untersuchungen zur Formänderung kalt- und heißpolymerisierender Prothesenkunststoffe nach Behandlung im Ultraschallbad. Universitäts-Dissertation, Köln 1990.